# Minder fra The Virgin Islands 1922-1932
|  | Denne artikel er oprettet af botten Steenthbot ud fra en ekstern database. Den kan derfor have sproglige fejl eller mangler. Denne skabelon kan fjernes efter kontrol af indholdet. |

Minder fra The Virgin Islands 1922-1932 er en dansk dokumentarfilm fra 1976.

## Handling
Optagelser fra den forhenværende danske koloni De Vestindiske Øer: Denmark Hill, den danske generalkonsuls bopæl på St. Thomas, med konsulfamilien og deres sorte tjenestefolk. Byen Charlotte Amalie med handel og gadeliv på bl.a. Main Street og Menighedshuset Bethania. Kulning: kullen bæres på hovedet i store kurve og lastes på skib. Sukkerfabrikken Bethlehem på St. Croix, hvor sukkerrørene køres ind fra marken. "Søster Maren's Børnehjem": Dronning Louises Børnehjem i Frederiksted med den danske børnehjemsleder diakonisse Maren Knudsen fra Vejle blandt børnene. 4. juli-festligheder: maskerade på St. Thomas. Den amerikanske flyverhelt Charles Lindberg besøger St. Thomas i 1928 i hans fly Spirit of St. Louis. Han modtages som en kongelig. Præsident Hoovers besøg 25. marts 1931. Konsulfamilien tager afsked med øerne i 1932.
Filmen er optaget af generalkonsulinde Gerda Laub (1890-1968) under hendes ophold på øerne 1922-32. Gerda Laubs ægtemand, F.W. Laub (1887-1945), var direktør for Vestindisk Kompagni og dansk generalkonsul på Jomfruøerne 1920-23. Øerne Sankt Thomas, Sankt Jan og Sankt Croix blev solgt til USA den 31. marts 1917.

## Medvirkende
- Charles Lindberg
- Herbert Hoover